# Богуш Боговитинович
Богуш Боговитинович — волинський боярин, намісник перелайський, писар канцелярії польського короля та великого князя литовського Олександра Ягеллончика. Представник роду Боговитинів. Дружина — Мусятичівна. Син — Богуш Михайло Боговитинович, державний діяч ВКЛ, дипломат, отримав від вуя як подарунок маєтність Свинарин на Волині в 1506 році.